# Věra Kopecká
Věra Kopecká (ur. 14 lipca 1951 w Turnovie) – czeska poetka, fotografka, tłumaczka i nauczycielka.
Věra Kopecká studiowała matematykę i geometrię wykreślną na Uniwersytecie Karola w Pradze. Do ukończenia studiów mieszkała w mieście Jablonec nad Nysą. W latach 1980–1985 studiowała recytację artystyczną, teatr, poezję i pracę literacką w Konserwatorium Ludowym w Pradze. Od 1992 mieszka w Broumovie, gdzie jest pomysłodawczynią i organizatorką Międzynarodowych Dni Poezji. Członkini Wschodnioczeskiego Oddziału Związku Pisarzy.

## Publikacje
- O snech a vině, Broumov 1992
- Malá obrazárna ticha, Praga, 2000 ISBN 80-7110-186-9.
- Toulavý měsíc, Broumov 2001 ISBN 80-238-7961-8.
- Hořce, Broumov 2003
- Stepní běžec, Broumov 2006 ISBN 80-239-8207-9.
- Vybírání kamenů, Broumov 2007
- Mezi večernicí a jitřenkou, Broumov 2008 ISBN 978-80-254-3537-3.
- Dívka na břehu moře, Broumov 2011 ISBN 978-80-260-1085-2.
- Architektura času, Broumov 2013 ISBN 978-80-905431-0-2.
- Na prahu dne, Broumov 2014 ISBN 978-80-905431-5-7.
- Padající hvězdy, Broumov 2016 ISBN 978-80-88040-12-5.
- Otisky v písku, Broumov 2016 ISBN 978-80-88040-17-0.
- Krajina v oblacích, Broumov 2017 ISBN 978-80-88040-25-5.
- Abeceda času, Broumov 2017 ISBN 978-80-88040-22-4.
- Nade mnou hora Ještěd[2], Charków 2017 ISBN 978-966-372-517-8.
- Řeka žízní, Broumov 2019 ISBN 978-80-88040-48-4.
- Ještě..., Broumov 2019 ISBN 978-80-88040-45-3.
- Zrcadlo paní Bety, Broumov 2020 ISBN 978-80-88040-57-6.
- U brány ticha, Broumov 2021 ISBN 978-80-88040-65-1.
- Zdivočelé sny, Broumov 2023 ISBN 978-80-88040-91-0.
- Ozvěny domovů, Broumov 2022 ISBN 978-80-88040-83-5.
- Malý herbář poezie, Broumov 2022 ISBN 978-80-88040-84-2[3]

## Antologie
- Den Poezie, Broumov 2000[4]
- Den Poezie, Broumov 2001, ISBN 80-238-7633-3.
- Den poezie Broumov 2002[5]
- Dny poezie Broumov 2003, ISBN 80-239-1488-X.
- Páté Dny poezie, Broumov 2004 ISBN 80-239-3526-7.
- 6. Dny poezie, Broumov 2005, ISBN 80-239-5593-4.
- Sedmé Dny poezie, Broumov 2006, ISBN 80-239-7723-7.
- Co jest za tą górą / Co je za tou horou[6] 2006 ISBN 978-83-60923-02-3.
- 8. Dny poezie v Broumově, 2007, ISBN 978-80-254-0211-5.
- Slovo pady, 9 Dni Poezji, Broumov 2008, ISBN 978-80-254-2764-4.
- Zrníčka pro Pegasa, Broumov 2009 ISBN 978-80-254-4672-0.
- Zrníčka pro Pegasa, Broumov, 10 Dni Poezji, Broumov 2009[7]
- Desetkrát vzlétl Pegas nad Broumovem[8], 2009, ISBN 978-80-254-4670-6.
- Na dně moře verš, 11 Dni Poezji, Broumov 2010, ISBN 978-80-254-7983-4.
- Na prahu podzimu, 12 Dni Poezji, Broumov 2011, ISBN 978-80-260-0435-6.
- Čas barevného listí, 13 Dni Poezji, Broumov 2012, ISBN 978-80-260-3090-4.
- Do ticha skal, 14 Dni Poezji, Broumov 2013, ISBN 978-80-905431-4-0.
- Údolí slov 15 Dni Poezji, Broumov 2014, ISBN 978-80-88040-00-2.
- Na křídlech, 16 Dni Poezji, Broumov 2015, ISBN 978-80-88040-09-5.
- Oblaka nad krajinou, 17 Dni Poezji, Broumov 2016, ISBN 978-80-88040-16-3.
- Našlapování v podzimním listí, 18 Dni Poezji, Broumov 2017[9]
- Barevná archa slov, 19 Dni Poezji, Broumov 2018, ISBN 978-80-88040-38-5.
- Na křídlech slov, 20 Dni Poezji, Broumov 2019, ISBN 978-80-88040-47-7.
- Pod potemnělou oblohou, 21 Dni Poezji, Broumov 2020[10]
- Cesty, 22 Dni Poezji, Broumov 2021, ISBN 978-80-88040-70-5.
- Řeky života, 23 Dni Poezji, Broumov 2022, ISBN 978-80-88040-81-1.
- Světlo a stín, 24 Dni Poezji, Broumov 2023, ISBN 978-80-88040-90-3